# Madsen og Co.
Madsen og co. er en dansk komedieserie, der blev produceret af DR TV-Drama fra 1996 til 2000. Serien består af 32 afsnit og har Birgitte Raaberg og Peter Schrøder i hovedrollerne som ægteparret Susanne og Mogens Madsen. Øvrige medvirkende er Maria Birkkjær og Rasmus Ogstrup Rasmussen, der spiller Susanne og Mogens' børn, Line og Max. Naboen Kisser (Susanne Heinrich) har også en fremtrædende rolle i serien.
De første 22 afsnit af serien er oversatte og bearbejdede versioner af den svenske serie Svensson, Svensson (sv), mens de sidste 10 er skrevet af John Stefan Olsen og Lars le Dous. Piv Bernth har instrueret alle afsnit på nær afsnit 29 og 32, der er instrueret af Ina-Miriam Rosenbaum.

## Afsnit
| Afsnit | Titel                         | Instruktør           | Sendt              |
| ------ | ----------------------------- | -------------------- | ------------------ |
| 1      | Familien frem for alt         | Piv Bernth           | 29. september 1996 |
| 2      | Rør ikke min Lada             | Piv Bernth           | 6. oktober 1996    |
| 3      | En kylling ved navn Poul-Erik | Piv Bernth           | 13. oktober 1996   |
| 4      | Hvad koster kærlighed?        | Piv Bernth           | 20. oktober 1996   |
| 5      | Jo mere vi er sammen          | Piv Bernth           | 27. oktober 1996   |
| 6      | Slå et slag for kærligheden   | Piv Bernth           | 3. november 1996   |
| 7      | Sejren er vor                 | Piv Bernth           | 10. november 1996  |
| 8      | London tur-retur              | Piv Bernth           | 17. november 1996  |
| 9      | Vildmarken kalder             | Piv Bernth           | 24. november 1996  |
| 10     | Farlig forbindelse            | Piv Bernth           | 8. december 1996   |
| 11     | Herodes                       | Piv Bernth           | 15. december 1996  |
| 12     | Madsens jul                   | Piv Bernth           | 22. december 1996  |
| 13     | Nabohjælp                     | Piv Bernth           | 29. marts 1998     |
| 14     | Den nye nabo                  | Piv Bernth           | 5. april 1998      |
| 15     | Kissers besøg                 | Piv Bernth           | 12. april 1998     |
| 16     | Weekend for to?               | Piv Bernth           | 19. april 1998     |
| 17     | Godt Nytår                    | Piv Bernth           | 26. april 1998     |
| 18     | Polle kommer hjem             | Piv Bernth           | 3. maj 1998        |
| 19     | Stor ståhej for ingenting     | Piv Bernth           | 10. maj 1998       |
| 20     | En solid tackling             | Piv Bernth           | 17. maj 1998       |
| 21     | Chef og chef imellem          | Piv Bernth           | 24. maj 1998       |
| 22     | Kissers café                  | Piv Bernth           | 31. maj 1998       |
| 23     | En rigtig mand                | Piv Bernth           | 7. maj 2000        |
| 24     | Ud på ski                     | Piv Bernth           | 14. maj 2000       |
| 25     | Max springer ud               | Piv Bernth           | 21. maj 2000       |
| 26     | Endelig alene                 | Piv Bernth           | 28. maj 2000       |
| 27     | Singapore i sigte             | Piv Bernth           | 4. juni 2000       |
| 28     | Den usynlige mand             | Piv Bernth           | 11. juni 2000      |
| 29     | Stor filmkunst                | Ina-Miriam Rosenbaum | 18. juni 2000      |
| 30     | Arveforskud                   | Piv Bernth           | 25. juni 2000      |
| 31     | Lines translokation           | Piv Bernth           | 2. juli 2000       |
| 32     | Hjem, kære hjem               | Ina-Miriam Rosenbaum | 9. juli 2000       |

## Øvrige medvirkende
- Bilforhandleren spilles af Kristian Halken
- Dagmar, Susannes mor spilles af Birgit Sadolin
- Ejnar, Susannes far spilles af Henning Moritzen og Holger Juul Hansen
- Pedersen, Mogens' kollega spilles af Claus Bue og Finn Nielsen
- Camilla, Susannes kollega spilles af Ellen Hillingsø
- Claus, Susannes kollega spilles af Kristian Boland
- Josefine, journalist spilles af Birgitte Simonsen
- Mik, Fotograf spilles af Claus Gerving
- Markus, Lines kæreste spiles af Robert Hansen
- Mette, Mogens' praktikant spilles af Trine Dyrholm
- Skolepsykologen spilles af Lene Vasegaard
- Politibetjenten spilles af Peter Gantzler
- Onkel Hans spilles af Christoffer Bro
- Naboen Jørgen spilles af Peter Gilsfort
- Martin spilles af Mads Knarreborg
- Henrik spilles af Claes Bang
- Politibetjenten spilles af John Lambreth
- Borgmesteren spilles af Waage Sandø
- Håndværkeren spilles af Mogens Rex
- Ejendomsmægleren spilles af Christian Mosbæk
- Huskøberen spilles a Linda Elvira Kristensen
- Huskøberen spilles af Karsten Jansfort
- Kræmmeren spilles af John Martinus
- Direktøren spilles af Stig Hoffmeyer
- Sekretæren spilles af Pauline Rehné
- Radioværten spilles af Michael Juul Sørensen
- Sygeplejersken spilles af Susanne A. Olsen